# Elytroleptus floridanus
Elytroleptus floridanus är en skalbaggsart som först beskrevs av Leconte 1862.  Elytroleptus floridanus ingår i släktet Elytroleptus och familjen långhorningar. Inga underarter finns listade i Catalogue of Life.